# 山下威豆三
山下 威豆三(やました いずみ、1993年12月13日 - )は、日本の男性ミュージシャン。Burst Groove、SOUNDERのメンバー。

## 来歴
- 2007年4月17日 - 山下伊豆見名義でニコニコ動画にて動画活動デビュー。
- 2008年2月24日 - 「YOÙTHS」というユニットを同じくニコニコ動画で活動していたサシマンやokailoveらと組む。
- 2008年4月14日 - 活動名を山下威豆三に改名。
- 2008年10月16日 - 「YOÙTHS」解散。
- 2008年12月15日 - 自身がストレスによる軽いうつ病であることを公表。
- 2012年 - 活動開始から5年目の記念としてイベントを開催。これを最後に山下威豆三完全引退宣言。動画配信者としての幕を下ろす。
- 2013年7月21日 - YouTubeにてバンドメンバーの募集を募る動画を投稿し以降音楽活動を主とし復活。
- 2015年1月1日 - 活動名を再び山下伊豆見に改名。
- 2015年7月 - 名義を本名である安倍一輝に改名。
- 2015年末 - 名義を再び山下威豆三に帰化。
- 2016年 - ギタリストの大嶋康太とバンドBurst Grooveを結成。同時にドラマー兼プロデューサーの田浦楽と出会い、プロデュースが開始される。
- 2017年1月23日 - シングルBurst Grooveをリリース。
- 2018年8月 - Burst Groove活動休止。
- 2019年12月 - 新バンドSOUNDERを結成

## 人物
1993年東京都豊島区生まれ。2007年から動画制作や配信を始め、10代から活動する配信者の先駆的存在として人気を博した。12年に配信活動から引退。13年からはミュージシャンしての活動を始め、現在は都内を中心にライブ活動を行う。
神聖かまってちゃんのメンバーの子とは動画配信時代からの友人であり、現在でも相互的にライブ配信サービスでコラボ出演をしている。

## ディスコグラフィ

### アルバム
| 発売日         | タイトル     | 収録曲                                                           |
| -------------- | ------------ | ---------------------------------------------------------------- |
| 2017年01月23日 | Burst Groove | 1. Burst Groove 2. God Suicide 3. End of Japan(Burst Groove Ver) |

### MV
| 配信日         | タイトル      | 備考                                                        |
| -------------- | ------------- | ----------------------------------------------------------- |
| 2018年08月21日 | 依存 -Madness | - 出演者 ･かろん ･BUNZIN - 撮影協力 ･黒田八平 (RainbowRoad) |
| 2018年09月08日 | Delete        | - 撮影協力 ･こたん(大嶋康太) - 撮影協力/出演 ･黒田八平      |

## 出演

### テレビ番組
- 甲斐犬人と行く!Treasure〜日本列島★遮二無二GO!〜 #3 演歌×ロック!わんわんランド旅（ゲスト、2019年10月6日 、刺激ストロングチャンネル）